# Питкернски језик
Питкернски језик (енг. Pitkern или Pitcairnese) је креолски језик темељен на дијалекту енглеског језика из 18. века и тахићанског језика. То је главни језик на острву Питкерн, а њиме широм света говори мање од 100 људи. Њему блиски Норфук језик има неколико хиљада говорника. Питкернски и норфучки језик су специфични по томе што иако се говоре на острвима у Пацифику припадају групи атлантских креолских језика.

## Уобичајене реченице
| Питкернски језик       | Енглески језик         | Српски језик     |
| ---------------------- | ---------------------- | ---------------- |
| Whata way ye?          | How are you?           | Како си?         |
| About ye gwen?         | Where are you going?   | Где идеш?        |
| I nor believe.         | I don’t think so.      | Не слажем се.    |
| I se gwen ah big shep. | I’m going to the ship. | Идем на брод.    |
| Cooshoo!               | Good!                  | Добро!           |
| Lebbe!                 | Let it be!             | Нека буде!       |
| I se gwen ah nahweh.   | I'm going swimming.    | Идем на пливање. |